# ウビナス
ウビナス（Ubinas）は、ペルー南部のアレキパから東へおよそ60キロメートルに位置する成層火山である。火山はアンデス山脈のアンデス火山帯の一部を構成する中部火山帯に属し、標高は5,672メートルに達する。また、山頂には幅1.4キロメートル、深さ150メートルのカルデラが存在する。山体は下部の傾斜の緩やかな部分をウビナスⅠ、上部の傾斜の急な部分をウビナスⅡと呼んで区別する場合があるが、この2つの部分は地質学的に異なる発展段階と噴火の歴史を有している。
ウビナスはペルーで最も活発に活動している火山である。火山では小規模な爆発的噴火が最もよく見られる現象であるが、1667年に発生した噴火のように大規模な噴火を起こす場合もあり、持続的な噴気活動や火山灰の放出も見られる。また、噴火活動はしばしば火山周辺の地域社会に影響を及ぼし、農作物や家畜、さらには人間の健康への被害を引き起こしている。ウビナスはペルーの地質鉱業冶金研究所（INGEMMET）によって監視されており、火山のハザードマップや定期的な火山活動に関する報告書も公開されている。

## 名前の由来
ペルーの歴史家で地理学者のマリアーノ・フェリペ・パス・ソルダンは、"Ubinas"（ウビナス）という名前の由来を2つの異なる言語のいくつかの言葉と結びつけている。このうち "uina" は先住民の言語であるケチュア語で「詰め込むこと」または「満たすこと」を意味し、"uiña" は同様にケチュア語で「成長すること」または「増えること」を意味している。一方でアイマラ語の "hupi" は「泣くこと」または「つぶやくこと」を意味しており、"hupina" は "hupi" の属格である。かつて地元の住民はウビナスには神から堕落した者たちや悪魔の魂が蔓延っていると信じていた。また、この火山は "Uvillas" あるいは "Uvinas" と表記される場合もある。

## 地理と地形
ウビナスはペルーのアレキパから東へ60キロメートルのモケグア県ヘネラル・サンチェス・セロ郡ウビナス地区に位置し、アンデス山脈の西の支脈であるオクシデンタル山脈内に立っている。また、他のペルーの火山と同様にアンデス山脈の中部火山帯に属しており、この火山帯は北部火山帯、南部火山帯、およびアウストラル火山帯とともにアンデス山脈に存在する4つの火山帯（アンデス火山帯）のうちの1つを構成している。中部火山帯は全長1,500キロメートルに及び、同火山帯内の火山のうち69の火山が完新世の間に活動している。
ペルーの火山には通常50万年以内の活動期間をもつ成層火山と長寿命の溶岩ドーム群、そして単成火山群が存在する。有史以降のペルーの火山噴火は、ミスティ、ワイナプチナ、サバンカヤ、ティクサニ、トゥトゥパカ、ウビナス、およびユカマネの7つの火山で記録されている。一方でアンパト、カシリ、チャチャニ、コロプナ、およびサラサラの各火山は活動を休止している。

### 地形
ウビナスは5,672メートルの標高に達する頂上部が平面で切り取られたような姿をした円錐形の成層火山である。また、火山上部の斜面の傾斜は最大で45度に達するが、下部の斜面の傾斜はより緩やかである。さらに火山の下部のなだらかな傾斜地をウビナスIと呼び、上部のより急勾配な部分をウビナスIIと呼ぶ場合もある。南側の山腹には谷状に顕著に切れ込んだ地形が存在するが、これは恐らく噴火口ではなく泥流や岩石滑りによって形成されたと考えられている。一方で火山の上部の領域は風化作用のために摩耗したような外観をしている。ウビナス渓谷やパラ渓谷のような氷河によって形成された谷や、標高4,000メートルまで降った地点と火山の麓で見られる圏谷やモレーンの存在は、最終氷期極大期にウビナスで氷河が発達していたことを示している。この地域における他の火山円錐丘にはいずれも氷河によって激しく侵食された形跡が見られる。

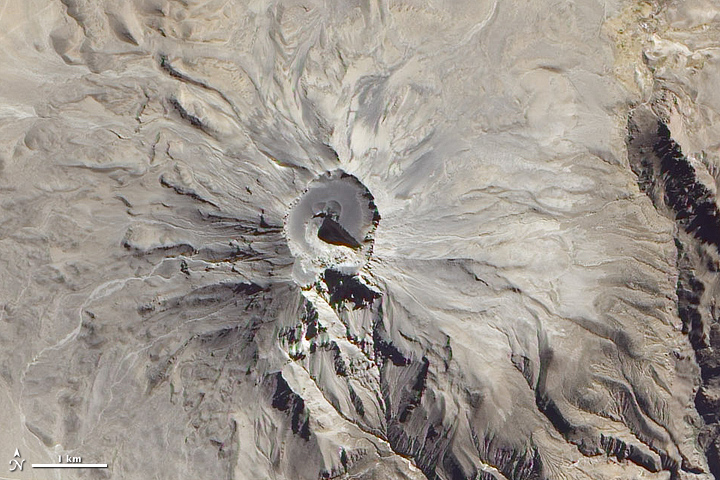
上方向から撮影されたウビナス。カルデラと火口、そして南側の谷状に切れ込んだ地形がはっきりと見える。

火山は高原地帯の縁に位置する65平方キロメートルに及ぶ円形の地表の上に築かれており、その高さは1,400メートルに達する。また、ウビナスの北側と東側の一帯は火山灰と複数の溶岩流で覆われている。火山の周辺には4つの溶岩ドームの露頭が見られるが、これらの溶岩ドームはウビナスの火山活動と関連している可能性がある。ウビナス渓谷とパラ渓谷は火山の南東部分で接しており、ウビナス渓谷の谷底と高原地帯の標高差はおよそ2,000メートルに達する。火山の総体積はおよそ56立方キロメートルと推定されている。
火山の山頂は幅1.4キロメートル、深さ150メートルの楕円形のカルデラであり、カルデラは爆発的噴火と山頂部分の崩壊によって形成された。カルデラの周囲の岩壁は熱水変質を受けた痕跡が認められる溶岩流でできており、カルデラの底部は溶岩流と爆発的噴火に伴う火山砕屑物によって覆われている。カルデラの内部には1つか2つの火山灰丘を伴う幅400メートル、深さ300メートルの三角形の火口があり、火口の内壁は破砕され、熱水変質を受けている。地球物理学的な探査の結果、ウビナスの内部にはより大規模なカルデラが埋没していると考えられている。
過去に火山の南東側の山腹で発生したある岩屑なだれは火山から10キロメートルの距離まで達しており、ボルカンマジョ川によって流された崩壊部分の痕跡が残されている。この崩壊は火山の歴史の初期に起こったもので、山体とその下層の基盤からおよそ2.8立方キロメートルの岩盤を取り除いた。このような山体崩壊は火山の歴史を通して完新世に至るまで続いており、崩壊の中には南側の山腹に多くの小丘の形で堆積物を残している1立方キロメートルに及ぶ崩壊も含まれている。ウビナスは南方向に地滑りが発生しやすい傾斜地の上に築かれているため、将来的に同じ方向へ山体崩壊を起こす可能性があり、特にカルデラの南側の山腹が大きく破壊される危険がある。

### 水文地理

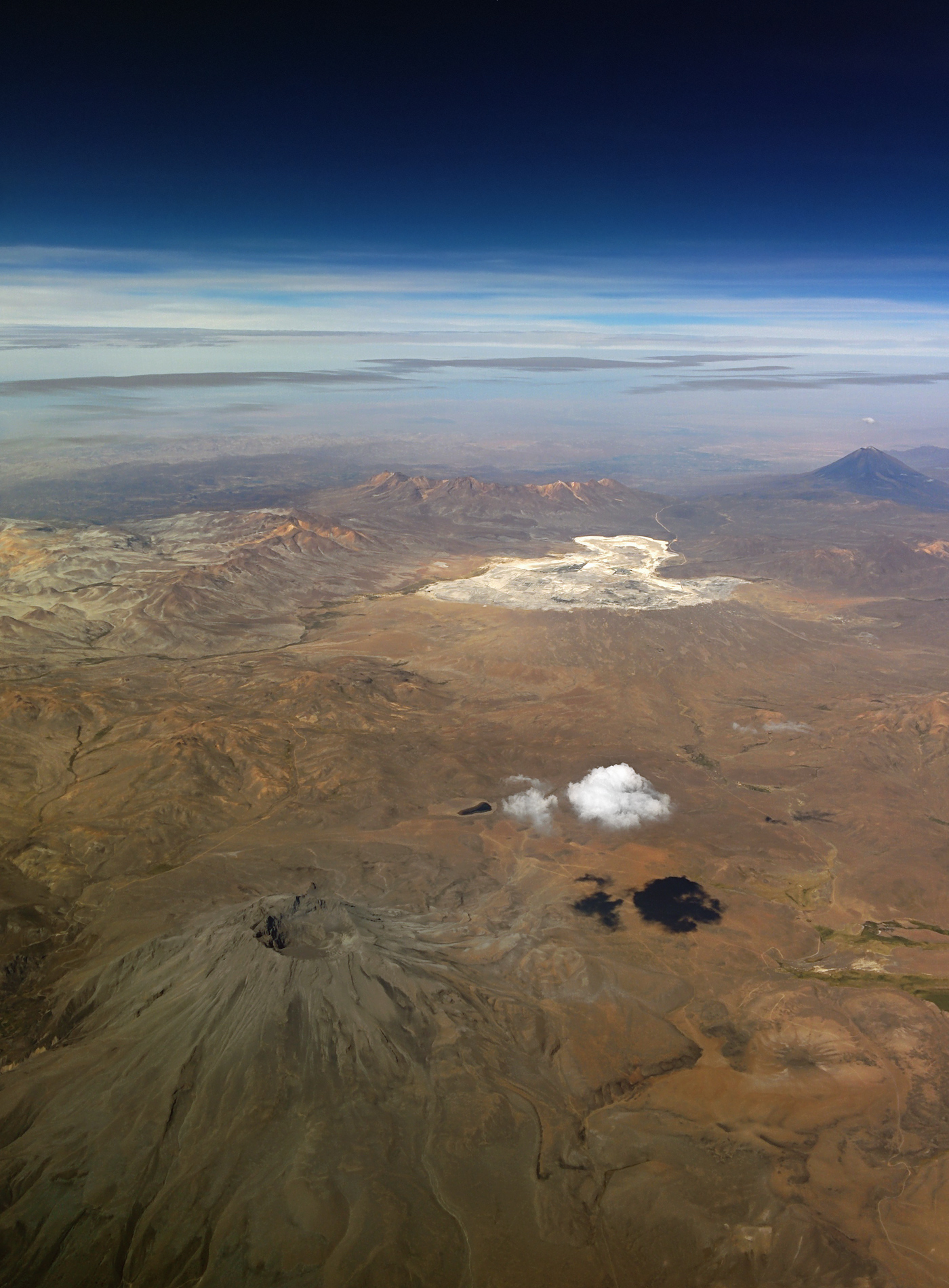
ウビナス（左手前）とミスティ（右奥）

1970年代には雨季の後の火口内に一時的な火口湖が出現し、2016年には火口の底が継続的な噴火活動によって不透水性の物質で覆われた後に別の火口湖が形成された。火口内には酸性泉があり、その水は数時間の曝露でシリコンを腐食させることができる。火山の西麓にはピスココチャ湖があり、12月から4月にかけて火山の斜面から雪解け水が流れ込んでいる。一方の東側と南側の斜面からはそれぞれパラ川とサクアジャ川が流れ出ている。他にウビナスの斜面から流れ出ている川には南東側のインフィエルニージョ渓流、南側のボルカンマジョ川、南西側のポストコネ渓流などがある。これらの河川のうちサクアジャ川は下流でウビナス川となり、さらにパラ川と合流して最終的に太平洋に注ぎ込むタンボ川となる。

### 人文地理
ウビナスは1979年に設立されたペルーのサリナス・イ・アグアダ・ブランカ国立保護区内に位置している。火山の南東には火山と同じ名前を持つウビナスの町があり、同様に南にはトノアジャ、南東にはケラピ、北西にはビスカチャニの村がある。このうちケラピはウビナスから4キロメートルしか離れていない火山に最も近い集落である。地域内には他にアナスカパ、エスカチャ、ワリナ、ワタワ、サクアジャ、サン・ミゲルなどの村もある。火山から12キロメートル以内の範囲におよそ5,000人が住んでおり、人口はウビナス川の流域に集中している。火山の周辺のこれらの町は農業と畜産業が最も重要な産業であり、特に農業は標高の低い場所で盛んに行われている。また、より広範囲の地域内では貯水池の建設や鉱山業を起こす計画も存在する。ウビナスの火口に存在する硫黄鉱床はペルーで最も重要度の高い硫黄鉱床の一つだと考えられており、19世紀には実際に採掘が行われていた。交通に関しては舗装道路がウビナスの北と南南西の麓に沿って走っており、火山に近い町とアレキパを結ぶとともに道路から火山の西側へアクセスできるようになっている。

## 地質

### 広域的特徴

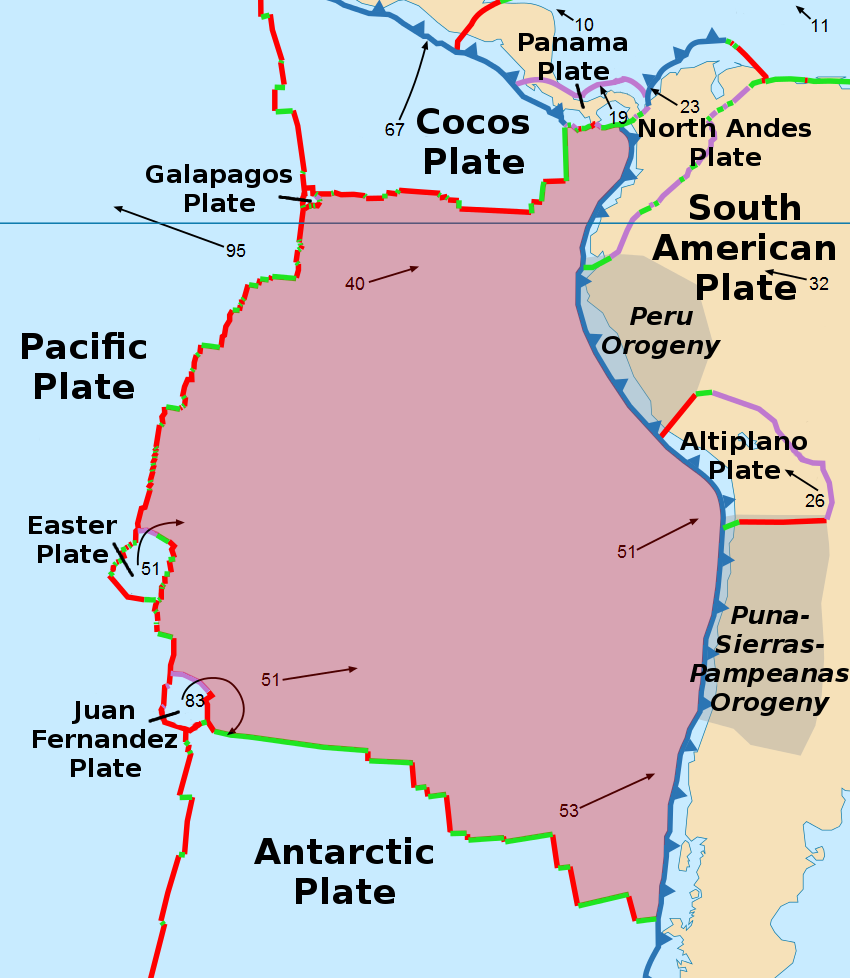
ナスカプレートと隣接する地質学的区域を示した地図

南アメリカ大陸の西岸に存在するペルー・チリ海溝ではナスカプレートが南アメリカプレートの下に年間7センチメートルから9センチメートルの速度で沈み込んでいる。この沈み込みのプロセスは過去2500万年以内の期間にアンデス山脈、アルティプラーノ、およびアタカマ高原を形成し、火山の発達や地震が起こる要因にもなっている。火山から噴出するマグマは流動性を持つスラブ（沈み込む海洋プレート）がマントルを変成させ、部分溶融を引き起こすことで生成される。マグマはしばしば分別結晶作用を起こし、地殻物質を取り込む。
ペルー南部の地質はオルドビス紀とペルム紀からジュラ紀にかけて起きた火山活動の影響を受けており、白亜紀以降はプレートの沈み込みに関連した火山活動が重要な影響を与えている。ペルー南部では火山弧の活動が9100万年前から始まり、9100万年前から4500万年前にトケパラ火山弧、4500万年前から3000万年前にアンダワイラス＝アンタ火山弧、2400万年前から1000万年前にワイリジャス火山弧、そして1000万年前から100万年前にバロソ火山弧が活動していた。現在では100万年前以降の最も新しい火山弧が活動している。それぞれの火山弧の切り替わりは北東または南西方向への主要な火山活動域の移動に伴って起こった。また、大規模な隆起が始まったおよそ4500万年前より前の時代のこの地域ではほとんど土地の起伏がなかった。

### 地域的特徴
ウビナス、ティクサニ、およびワイナプチナは中部火山帯の一部を構成する北側の火山列の中で南北方向に延びる火山群を形成している。これらの火山は似たような地球化学的特徴を持つ岩石を噴出し、タンボ川を中心とする地溝の周辺に位置している。この地溝の周辺部の断層には複数の火口が存在し、これらの断層はマグマの通り道として機能している可能性がある。また、これらの3つの火山から噴出したマグマは深さ20キロメートルから35キロメートルに存在する共通のマグマ溜まりからもたらされたとみられ、地震活動はこのマグマ溜まりの周辺に沿って局所的に発生している。ウビナスにはこの深部のマグマ溜まりの他にも深さ4キロメートルから7キロメートルの範囲に浅いマグマ溜まりが存在するが、その規模は小さいとみられている。地下においてウビナスとワイナプチナのマグマが繋がっているとする仮説は過去にも言及されており、1600年にワイナプチナが噴火した後に跣足カルメル会の修道士のアントニオ・バスケス・デ・エスピノーサがこの仮説について言及している。この時のワイナプチナの噴火はアンデス山脈において有史以降に発生した最大の噴火であり、北半球に冷夏をもたらすなど甚大な影響を与えた。
ウビナスの基盤岩は堆積岩と火山岩から構成されている。堆積岩にはジュラ紀に形成されたチョチョラテ層、ソコサニ層、ユラ層群などがある。マタラケと呼ばれる火山岩群の中で最も古い岩石は白亜紀後期に溯り、ウビナスの東側と南東側の火山から離れた場所で露出している。ウビナスの近隣に存在する火山岩のほとんどはより新しい時期に形成されたものであり、その中で始新世から漸新世にかけて形成されたタカサ層群と中新世から鮮新世にかけて形成されたより限定的な規模のバロソ層群はウビナスの山体の直下に位置している。より古い基盤岩の中には古原生代に形成された深成岩なども存在する。ウビナスの南東にはウビナス渓谷を含む地滑りによって周辺部を削られた窪地が切れ込んでいる。また、複数の断層が火山を横断しており、これらの断層は特に火山の南側の一帯の地盤を不安定にさせている。さらに、北北西から南南東の方角に走っている地質学的なリニアメントはウビナスの安定性と熱水系に影響を与えている。

### 組成
火山岩の組成は安山岩とデイサイトが主体であるものの、他にも玄武岩質安山岩から流紋岩の範囲でさまざまな組成の岩石が存在する。また、これらの火山岩はカリウムに富むカルクアルカリ系列の岩石に属している。斑晶鉱物は組成が異なる火山岩の間で多様に認められ、角閃石、アパタイト、黒雲母、単斜輝石、鉄-チタン酸化物、カンラン石、斜方輝石、ジルコンなどが含まれている。これらの岩石を生成したマグマの一群の形成には地殻物質の同化作用と分別結晶作用が関与している。
溶岩の組成は時間の経過とともに変化しており、ウビナスIでは安山岩が主体だったのに対し、ウビナスⅡではデイサイトが主体となっている。完新世の中期と後期には二酸化ケイ素を多く含む噴火が2段階にわたり発生したものの、二酸化ケイ素の含有量は時間とともに減少傾向にある。実際に完新世に起きたいくつかの爆発的噴火がケイ酸質のマグマ溜まりから起こった一方で、有史以降の噴火における主要な生成物はより二酸化ケイ素に乏しい玄武岩質安山岩に変化しており、有史以前にこれらの爆発的噴火をもたらしたケイ酸質のマグマ溜まりは現在では活動を停止していると考えられている。また、より直近の火山活動では初期の噴火で生成された岩石よりも多様な岩石が生成される傾向にあるが、これは恐らくマグマの供給形態が変化したためだとみられ、2万5000年前から1万4700年前の間以降マグマの供給量が増加し、より不規則な変動を見せるようになっている。今日のウビナスにおけるマグマの供給速度は1000年あたりおよそ0.13から0.18立方キロメートル、平均では0.15立方キロメートルである。

## 噴火の歴史

### 有史以前の活動
ウビナスは更新世中期から後期の間に成長を始めた。火山の北側と南側にはウビナス以前の最も古い火山が分布しており、その中には火山のすぐ北に位置するパルワネ・グランデとパルワネ・チコがある。ウビナスの火山活動は地域内の地殻運動が変化した後に始まったが、この変化はマグマ溜まりの形成が誘因になっていた可能性がある。火山はウビナスⅠとウビナスⅡの2段階に分かれて発達した。ウビナスⅠは火山の裾野の溶岩流とウビナスの南側と南東側に堆積した岩屑やイグニンブライトの存在がその特徴であり、高さ600メートルの楯状の構造を形成している。その後、37万6000年前より前の時期に起きたとみられる岩屑なだれによって火山の南側が削られた。ウビナスⅠの最後の活動では複数の火砕流を成因とするおよそ1.8立方キロメートルの総量に達する4つ以上の層序単元と、恐らく26万9000年±1万6000年前の古いカルデラが形成された。
ウビナスⅡはより急勾配であり、ウビナスⅠの楯状地からおよそ900メートル成長している。また、ウビナスⅡの山体は主に厚さ20メートルから40メートルに達する複数の溶岩流によって形成されているが、ブロック・アンド・アッシュ・フローの発生を伴いつつ形成された溶岩ドームもいくつか存在し、これらはすべて26万1000年±1万年前から14万2000年±3万年前に形成されたものである。これより新しい時期の火山性物質の露頭は見られないが、このことは2万5000年前から1万4700年前の間の時点まで続いていた氷期を通じて火山活動も同様に休止していたことを示唆している。
火山活動は上述の2万5000年前から1万4700年前の間に再開し、さまざまな場所にマグマ水蒸気爆発や爆発的噴火に伴う厚さ2メートルから4メートルに達する火山灰流、軽石層、およびテフラを堆積させた。噴火によるこれらの堆積物の総量は1立方キロメートルから2立方キロメートルであり、ウビナスから35キロメートルの範囲に広がっている。また、山頂部のカルデラは火山活動再開後から9700年前の間の時期に形成された可能性が高いと考えられている。
過去7500年間の火山活動は主としてさまざまな種類の爆発的噴火からなっている。これらの噴火では噴火のたびに0.1立方キロメートル未満の物質を噴出し、火山灰、火山礫、火山岩塊を広範囲に堆積させた。ただし、BP980±60年に発生したプリニー式噴火では2.8立方キロメートルに及ぶ軽石とテフラを噴出し、軽石、火山灰、および火山礫からなる5つに分かれた堆積物の層を形成した。
テフロクロノロジーによって存在が明らかとなった噴火は、1万4690年±200年前、1万1480年±220年前、1万1280年±70年前、7480年±40年前、および1890年±70年前に起きたものであり、これらの噴火はスコリアの噴出と火砕流をもたらした。ウビナスで起きたこれらのさまざまな爆発的噴火は火山から15キロメートル離れた場所まで噴出物を堆積させた。また、この時期には3670年±60年以上前の1立方キロメートルに及ぶ崩壊を含む複数の地すべりも起きていた。

### 有史以降の活動
ウビナスはペルーで最も活発に活動している火山であり、中部火山帯においても最も活発な火山の一つである。16世紀から2020年までの間に少なくとも27回の爆発的噴火が起きており、平均すると20年から33年に1回の割合で噴火が起きている。ウビナスの噴火は、1550年、1599年、1600年、1662年、1667年、1677年、1778年、1784年、1826年、1830年、1862年、1865年、1867年、1869年、1906年、1907年、1912年、1923年、1936年、1937年、1951年、1956年、1969年、1996年、2006年から2009年、2013年から2016年、2016年から2017年、2019年、2023年、そして2024年に記録されている。これらの噴火のほとんどは火山灰と火山ガスの放出からなり、時として爆発も伴ったが、1667年の時のような激しい噴火ではスコリアの落下や火砕流も発生した。この1667年の噴火は有史以降では最大のもので、およそ0.1立方キロメートルのスコリアを生み出し、火山爆発指数は3に達した。これらの噴火は火山周辺の地域社会に被害を与え、時には疫病や、火山灰の吸引による人間や家畜の死亡事故を引き起こした。
定期的に起こる噴火以外にも1995年から1996年にかけて起きた出来事のように極めて激しい噴気性の現象も存在し、この時には最高で440 °Cに達した二酸化硫黄と水蒸気の噴出によって火口から1,000メートル以上の高さに達する雲が形成された。ウビナスは継続的に噴煙を上げ続けており、田畑、灌漑用水路、生活道路などに被害を与えるラハールもたびたび発生している。例として2016年初頭の降水によって引き起こされた複数のラハールは前年に降り積もった火山灰を押し流したものだった。これらのラハールは地元の水源を破壊し、マタラケ地区とウビナス地区を一時的に孤立させた。

#### 2006年から2007年にかけての噴火活動

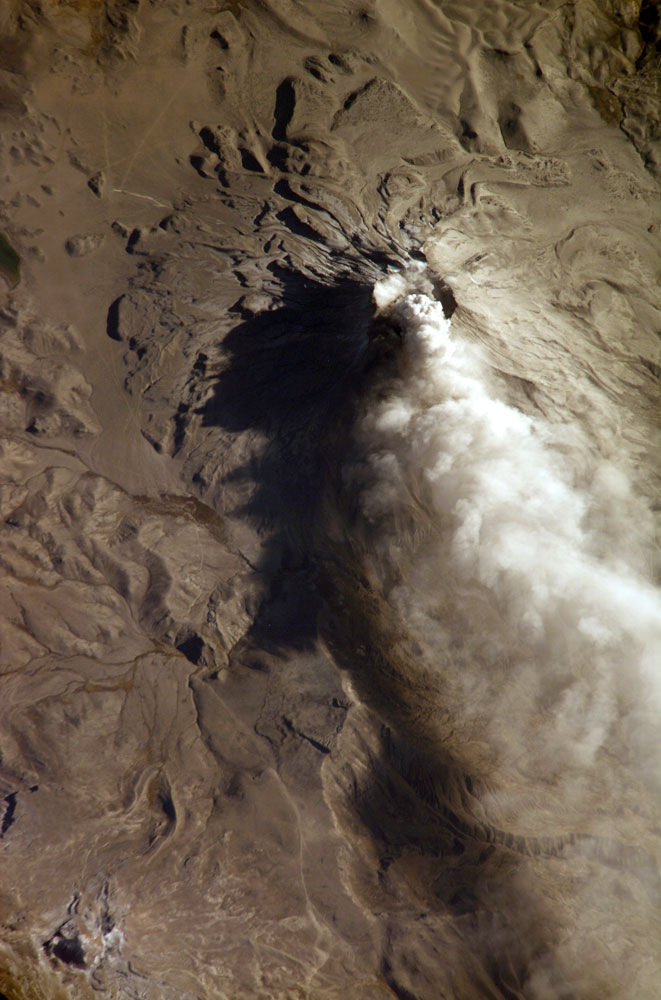
ウビナスから放出された火山灰の噴煙（2006年）

2006年から2007年にかけて起きた一連の噴火では最初の活動で大きな火山弾が高速で噴出し、少量の火山灰が放出された。2006年4月から10月にかけては火山ガスと火山灰による噴煙柱が何度か形成され、その高度はおよそ3,000メートルから4,000メートルに達した。また、2006年から2007年の間の夏の期間に山頂に降った雪が火山活動によって融解し、2007年1月にはウビナス川の流域に流れ込む土石流が発生した。その後、火山で続いていたブルカノ式噴火や火山ガスの放出は弱まったものの、2009年の後半まで火山活動が続いた。この期間の噴火はマグマ供給系に新たなマグマが流入したことでマグマが上昇し、この上昇したマグマとウビナスの熱水系が相互作用したことによって引き起こされたと考えられている。2009年7月以降は噴火活動が大幅に弱まり、恒常的な噴気活動に取って代わった。
ウビナスはその多くの活動記録にもかかわらず2006年の噴火以前は基本的に監視されていなかった。地域内の住民は火山災害についてほとんど意識しておらず、将来起こり得る噴火に対する緊急時の対策もなかった。このような状況を受け、2006年3月30日にこれらの問題を改善するための「科学委員会」が設置された。この期間の噴火ではおよそ100平方キロメートルに及ぶ地域が噴火の影響を受けた。噴火に伴う降灰は火山の周辺地域で牧草地と農作物の破壊や健康問題を引き起こし、その結果としておよそ100万米ドルの損害が発生した。地元住民の多くはアレキパやモケグアへ避難し、火山の南側の山腹に位置するケラピの村民はより南方の避難所のある場所に一時的に避難した。また、火山周辺の中では危険度の低い場所であるマタラケから1.5キロメートル離れたアナスカパとチャクチャヘンにそれぞれ避難所が指定された。さらに、この地域の重要な水源であるサリナス湖も噴火の脅威にさらされた。

#### 2013年以降の噴火活動
2013年9月2日に水蒸気爆発を伴う新たな噴火が発生し、その後の数日間にわたりさまざまな噴火関連の現象が続いた。強く不規則な地震活動、衛星観測によって確認された熱的異常の存在、そして火山ガスの放出がこの時期の火山活動を特徴付けている。溶岩の噴出は2014年に山頂の火口で始まり、イキケ地震後に噴出が活発化すると2014年4月19日には爆発的噴火に至った。その後、火山活動は次第に弱まりつつ2014年9月まで続いた。これらの噴火は地震、火山からの地鳴り音、降灰、そして大きな岩塊の強力な噴出を伴っていた。ペルー政府はウビナスの火山活動の再開を受けて非常事態宣言を発令し、ケラピの村民を避難させた。村民は2016年にケラピへ帰還したが、この時の火山活動ではユビナスの町の住民の避難も検討されていた。また、ペルー政府は2006年と2013年から2017年にかけて起きた火山活動を受けて火山の監視にさらなる資源を投入するようになった。
これらの火山活動の後もウビナスでは2015年から2017年にかけてしばしば地震を伴いつつ継続的に火山灰や火山ガスが放出され、時には爆発や噴煙柱の形成も見られた。また、2015年4月にはウビナスの火山活動によって火山の周辺地域に再び非常事態宣言が発令された。さらに同年9月には噴火に付随して高さ4,000メートルに及ぶ噴煙柱が形成され、地域内に降灰をもたらしたために住民が避難した。

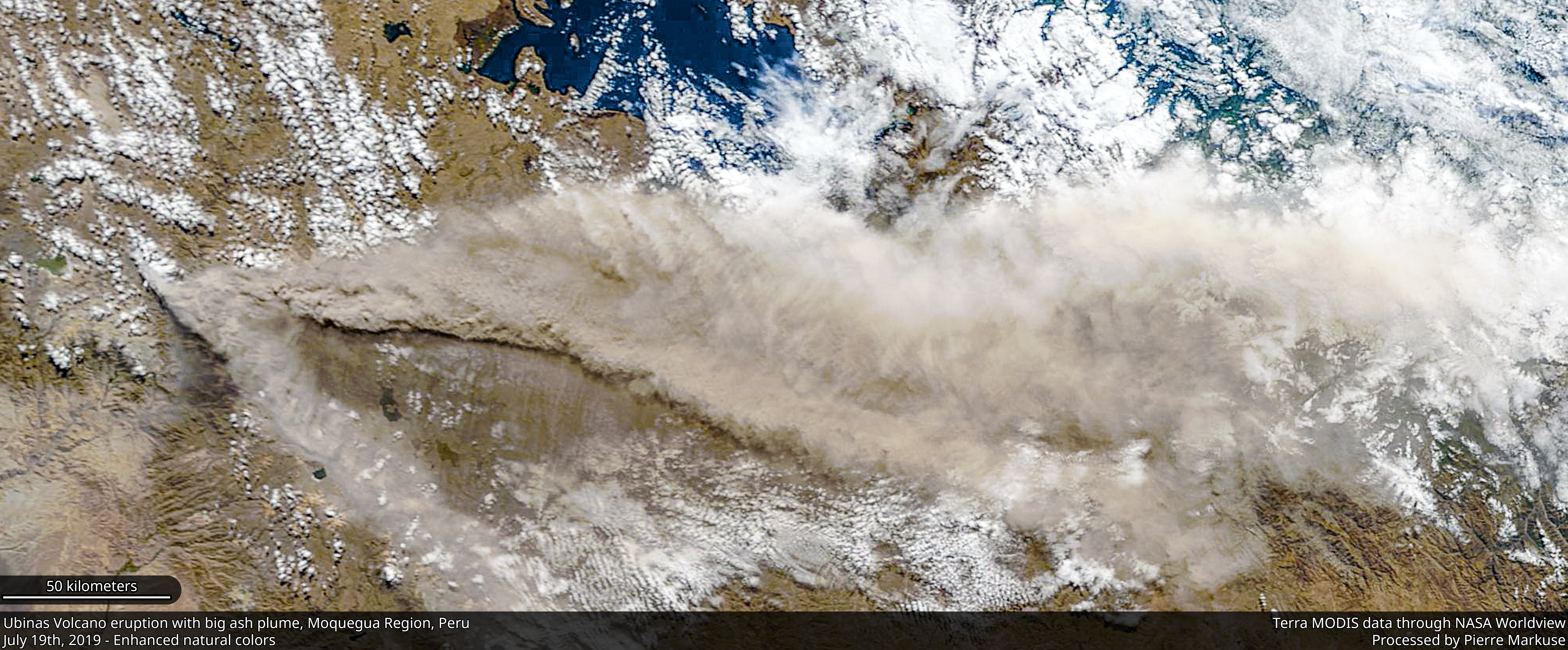
2019年7月19日に起こった大規模な噴煙を伴うウビナスの噴火を捉えた衛星写真

その後、2019年6月18日に地震活動が活発化し始め、6月24日には山頂の火口から5,000メートル上昇する噴煙柱を伴う新たな噴火が始まった。最も激しい噴火は2019年7月19日に起こり、この時3回にわたる大規模な爆発が発生した。これらの爆発と火山灰の放出に伴い火山周辺の住民は避難し、プーノ県とタクナ県の多くの地区でおよそ3万人が影響を受けた。また、ボリビアも同様に噴火の影響を受けた。この噴火以降も火山灰の放出や噴気活動が続き、地震やラハールの発生も続いた。
2023年5月には再び地震活動が活発になり始め、6月22日に新たな噴火活動が始まった。この噴火活動は7月4日に激しく活発化し、7月6日には火山灰と火山ガスの噴煙が海抜9,100メートルの高さに達した。モケグアの自治体は火山の周辺地域に60日間有効な非常事態宣言を発令し、民間人は火口から4キロメートル以上離れるように勧告された。その後は次第に活動が弱まり、11月には噴火の危険度が引き下げられたものの、2024年6月現在、火山灰や火山ガスの噴出を含む噴火活動は続いている。

## 火山活動に伴う危険と危機管理
ウビナスの火山活動に伴う危険には主に爆発的噴火に伴う降下物、さまざまな原因によるラハール、土石流を発生させる大規模な地滑り、そして火砕流などがある。ウビナスでは小規模な爆発的噴火が最もよく見られる現象であるものの、その一方で大規模なプリニー式噴火が起こる可能性はかなり低いとみられている。また、火山現象による影響を最も受けやすい場所は火山の円錐部分の一帯であり、ウビナスから流出する火砕流やラハールは南東方面の複数の谷に、地すべりは南側の山腹一帯に危険をもたらす。火山に最も近い集落はウビナスからわずか4キロメートルしか離れておらず、大規模なプリニー式噴火が起きた場合にはアレキパにも影響を及ぼす可能性がある。
ウビナスで2006年から2017年にかけて起きた噴火は危機管理対策を含むペルーの火山の研究を促すきっかけとなった。ペルーの地質鉱業冶金研究所（INGEMMET）の地質部門は、地震活動、山体の変形、およびウビナスの熱水泉と火山ガスの組成を監視しており、ウビナスの活動に関する報告書も定期的に刊行している。また、火山の活動が活発化する兆候を見せた際には地方の自治体が火山の危険度のレベルを引き上げるように勧告する場合がある。ハザードマップは2006年の噴火活動の際に作成され、火山周辺のさまざまな場所における相対的な危険度を示している。この地図は高、中、低の3つの危険度が異なる配色で等級付けされており、さまざまな噴火シナリオに応じて従うべき行動と手順を示した非常事態用の地図も作成されている。双方の地図は将来の噴火への対応に役立てるため、作成後に広く配布された。

## 噴気系と地熱系の活動
噴気孔は火口内の底部で活動している。2006年の噴火以前には噴気孔が火口内で5つの領域に分かれて活動していることが確認されており、1997年には噴気孔から生じた火山ガスの雲が夜間にカルデラ全体を満たす現象が起きた。噴気活動や火山ガスの放出は火口内に限定されており、火山の他の場所で同じような火山ガスの放出が起きている証拠はない。ウビナスは火山を起源とする地球大気中の二酸化炭素と二酸化硫黄の主要な供給源であり、毎秒およそ11.4±3.9キログラムの二酸化炭素を放出している。また、ウビナスの町で噴気孔から発生している音が聞こえるという報告もある。
噴気孔の存在は火山の自然電位の状態と併せてカルデラの地下1キロメートルから3キロメートルの領域に活発に活動する熱水系が存在することを示している。ウビナス周辺の地域内には41前後の温泉が存在し、そのうち2つはウビナスの南東側の斜面で発見されている。それぞれの温泉はウビナス・テルマルとウビナス・フリアの名で知られ、どちらも標高3,267メートルの地点に位置しており、流れ出ている温泉の温度はそれぞれ29.1 °Cと13.6 °Cである。これらの温泉の成分は、温泉が深層塩水、淡水、そして各種の火山性流体の混合物に由来することを示している。火山と関連しているその他の温泉には、バニョス・デ・クーラ、エクスチャヘ、ワリーナ、ルッカなどがある。これらの温泉やこの地域に存在する他の温泉は、ミスティを含む「ウビナス」の名で知られる地熱地帯の一部を構成すると考えられており、現地の河川にヒ素を含む大量の溶存鉱物をもたらしている。また、ウビナスからは地熱エネルギーを得られる可能性があると考えられている。

## 気候と生態系

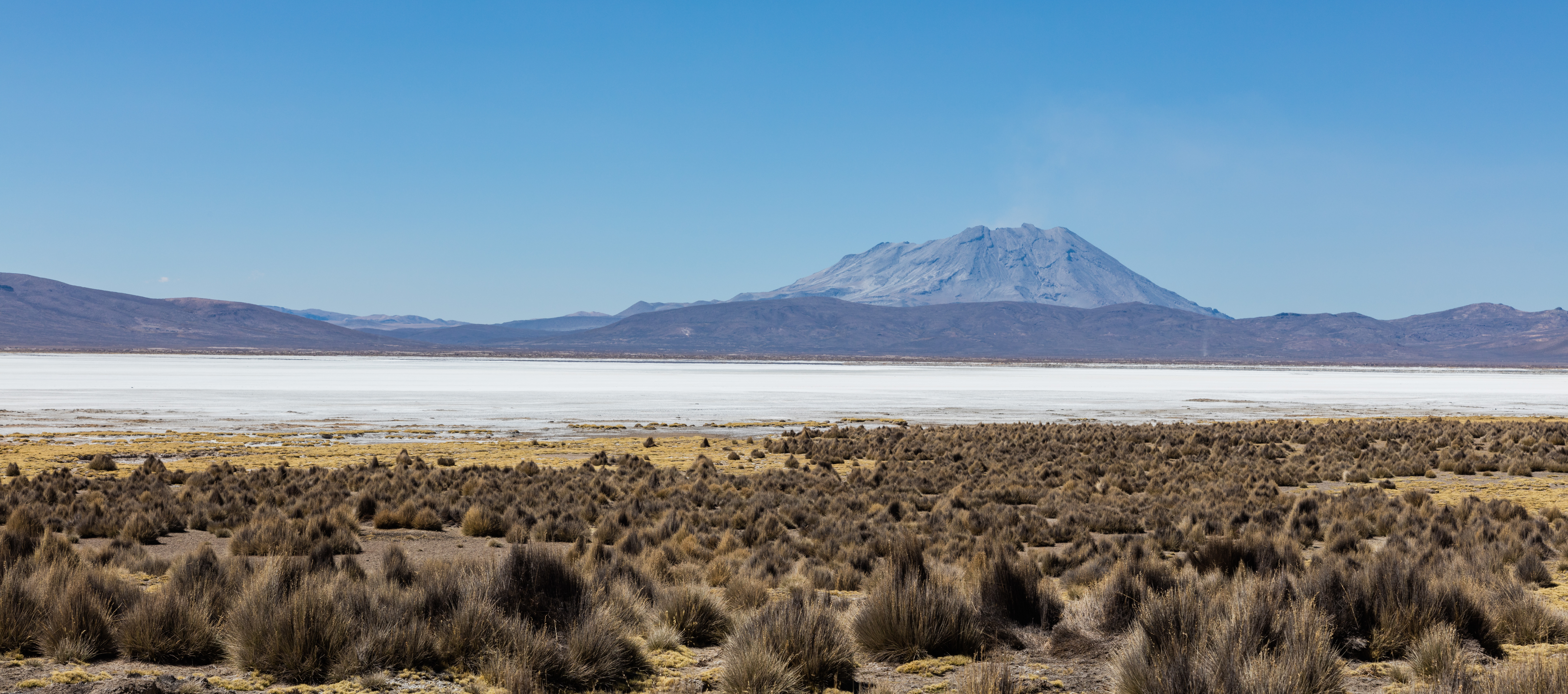
サリナス湖から望むウビナス

ペルー南部のアンデス山脈内では標高によって気候が変化する。ウビナスの山頂付近は寒冷な気候であり、地域内の夜間の気温はほぼ常に0 °Cを下回る。標高3,800メートルから4,600メートルの範囲に広がる火山周辺のプーナ（中央アンデスの高原地帯）では夏季でも日中の気温が18 °Cを超えることはまれであり、夜間には霜が降りる場合がある。地域内は全体的に乾燥しているものの、夏の雨季には標高の低い場所で降雨による地滑りが発生することがあり、その一方で冬季にはカルデラを含む火山の上部が雪で覆われる。気象データは標高3,200メートルのウビナスの町で得られている。年間平均気温は9 °Cから11 °Cの間であり、年間降水量は300ミリメートルから360ミリメートルの範囲である。今日のウビナスにおける雪線は標高5,400メートルを超えているが、更新世の間はおよそ4,900メートルまで下がっていた。
火山に近いウビナス地区、ユンガ地区、およびイチューニャ地区の標高3,400メートルから4,200メートルの範囲における植生は、草原やBuddleja coriacea（フジウツギ属の種）、Escallonia myrtilloides（イスカノキ属の種）、Polylepis besseri（ポリュレピス属の種）、Ribes brachybotrys（スグリ属の種）などの灌木からなり、タンボ川やイチューニャ川の谷間にこれらの灌木類の群落を形成している。さらに上部の標高4,200メートルから4,700メートルの領域ではパホナルと総称される植物の一群が生育しており、パホナルはイネ科の植物、ほふく植物（地面に沿って横に成長する植物）、およびアンデスの高山性の灌木類からなっている。一方で小さな湖沼や水分を多く含む土壌はボフェダレスと呼ばれる湿地帯を形成し、そこに水草やロゼット植物が生育している。また、クッション植物もパホナルとボフェダレスの双方における特徴的な存在である。動物種はサリナス・イ・アグアダ・ブランカ国立保護区内において、アルパカ、グアナコ、リャマ、ビクーニャなどのラクダ科の動物やフラミンゴを始めとする多様な鳥類が見られる。

## 登山
山頂に向かうルートはいくつか存在するが、代表的なものとしてはウビナスの西側に位置する小さな湖のピスココチャ湖から山頂の左手に見える谷間に向かい、そこでキャンプした後に4時間程で頂上へ直登する方法がある。登頂にあたって特別な技術は必要なく、技術的な難易度は高くない。